# U.S. Route 31 (Alabama)
La Ruta Estatal de Alabama 3, abreviada SR 3 (en inglés: Alabama State Route 3) es una carretera estatal estadounidense ubicada en el estado de Alabama. La carretera inicia en el Sur desde Spanish Fort, AL en sentido Norte hasta finalizar en Ardmore, Tennessee. La carretera tiene una longitud de 415 Mi (667,87776 km).

## Mantenimiento
Al igual que las autopistas interestatales, y las rutas federales y el resto de carreteras estatales, la Ruta Estatal de Alabama 3 es administrada y mantenida por el Departamento de Transporte de Alabama por sus siglas en inglés ALDOT.

## Cruces
La Ruta Estatal de Alabama 3 es atravesada principalmente por los siguientes cruces:

 US 72  en Brewton